# Travis Hirschi

Travis Hirschi (1935-) é um criminólogo americano conhecido pela sua teoria do controle social (Causes of Delinquency) e do auto-controle (General Theory of Crime). Um dos criminólogos mais citados do fim do século XX e começo do XXI, Hirschi deixou um legado transformador para a criminologia ao substituir a pergunta fundamental “por que alguns cometem crimes?”, por “por que todos não cometem crimes?”. Com seus estudos desenvolvidos inicialmente na sociologia, seus trabalhos se mostram metodologicamente estruturados, com clara visibilidade de referências, dados coletados, suposições iniciais e as interpretações derivadas delas, de modo a apresentar uma combinação da questão central discutida com teoria e análise empírica.
Hirschi cultivava uma grande preocupação empírica e acreditava que uma teoria que não refletia os dados ou que não se aplicasse empiricamente era uma mera crença política pessoal. Sua produção intelectual sempre foi classificada como sociologia, todavia de maneira errônea, uma vez que suas pesquisas melhor se encaixam na criminologia, inclusive com ele próprio se sentindo deslocado na sociologia e se mudando para a School of Criminal Justice, em um período de sua vida.
Hirschi toma como base de sua teoria, os pensamentos de Durkheim e Hobbes e desenvolve uma teoria do crime e da criminalidade nos quais estes são produto de falhas do controle social e do autocontrole, este ensinado ao individuo durante a sua formação, pela família e pela escola. Apesar de ser influenciado por Durkheim no que concerne ao controle social exercido sobre o indivíduo, Hirschi diverge dele, pois afirma que o crime é causado por características presentes nos indivíduos, como a ausência de autocontrole, e Durkheim acredita que o crime é socialmente construído e não podemos culpar a mente de cada indivíduo pela sua realização. 

## Biografia[1]
Travis Hirschi nasceu em 15 de abril de 1935, em Rockville, Utah, EUA.  Seu avô era fazendeiro e cowboy; e seu pai via nele o ideal de vida, todavia se mantinha trabalhando em setores urbanos por eles serem sua fonte de sustento. Hirschi inicialmente pensava em ser engenheiro civil e continuar o processo de construção de estradas como seu pai. Contudo, quando se casou bem jovem, aos 20 anos, ele e sua esposa decidiram-se pela sociologia e pela carreira acadêmica.
A história pessoal de Hirschi é tida por ele como irrelevante na sua teoria, que se basearia apenas em sua observação do mundo. Essa suposição, assim como sua trajetória pessoal, ensejam críticas de Patricia Williamns, que defende, ao contrário dele, que a observação e interpretação do mundo são influenciadas pela posição do indivíduo na sociedade e pela sua trajetória pessoal. Hirschi enxerga a experiência americana do ponto de vista da narrativa dos brancos, de uma vida no campo livre e sem restrições à construção de uma vida na cidade mais controlada e ordenada. Seguindo a ideia de Willians, tem-se que essa perspectiva de Hirschi leva a que as estruturas institucionais americanas sejam admitidas e aceitadas como fato, sem examinar sua justiça ou normatividade. Hirschi enxerga o crime como lhe é posto e sua teoria explica os crimes diários ocorridos na sociedade americana, e dentro da sociedade ocidental desenvolvida, sem questionar a própria definição do que é crime ou a justiça social.
Travis Hirschi inicia seus estudos na Universidade de Utah, em crime e relações raciais. Em 1957-1958, ele se torna mestre em Sociologia e Psicologia Educacional pela Universidade de Utah. Entre 1958-1960 trabalha nas forças armadas americanas em análise de dados, interpretando pesquisas acerca da disposição, estado de ânimo, do exército.
Após esses dois anos nas forças armadas, ele inicia seus estudos de doutorado em Barkely antes de se mudar para o departamento de Sociologia da University of Washington Seattle. No leste do país, suas ideias, baseadas em dados, foram consideradas contrárias aos fatos e ultrapassadas, o que ensejou nele um desejo de provar suas ideias através de uma relevante pesquisa empírica. Esta foi realizada em conjunto com Alan Wilson, em um projeto seu denominado Richmond Youth Project. A partir dessa pesquisa, Hirschi obteve como resultado seu trabalho Causes of Delinquence (1969), que trazia sua teoria do controle social.
Hirschi foi professor do Departamento de Sociologia na Universidade da California, em Davis, e tinha uma carreira estável em sociologia pela frente, todavia, se sentia deslocado nesse ramo, o que o fez mudar para a School of Criminal Justice na University at Albany, State University of New York. No fim da década de 80 foi para a Universidade do Arizona, na qual ficou até sua aposentadoria.
Na University at Albany, colaborou com Michael Gottfredson, com o qual desenvolveu uma parceria que deu resultado ao trabalho A General Theory Of Crime (1990). Nele, desenvolveram uma teoria que combina criminologia clássica com criminologia positivista. O crime é tido sob a perspectiva clássica, de ser motivado pelo auto-interesse, enquanto a criminalidade é definida como algo que todos compartilham, mas variam de acordo com o autocontrole, este construído na formação do indivíduo.
Essa parceria também levou à produção de The Generality of Deviance (1994), no qual se trabalha a ideia de que todo comportamento criminoso, desviante, temerário e pecaminoso compartilha uma tendência de busca imediata de benefícios sem considerar os custos a longo-prazo, em uma lógica de falta de autocontrole. 

## A Criminologia de Travis Hirschi[2]
Travis Hirschi é um criminólogo americano que se baseia na teoria do controle social e do autocontrole. Busca causas dentro dos indivíduos que os levam à prática do crime, dentro de um padrão estabelecido: sujeitos que têm menor vínculo com seus pais e escola tendem a cometer mais crimes do que aqueles que têm maior vínculo. Aqueles que têm maior comprometimento com a escola tendem a cometer menos crimes do que aqueles que têm menor comprometimento. Estes são exemplos do caminho que a sua teoria segue. O autor também afirma que o crime é causado por sujeitos que não são bem sucedidos no que concerne ao autocontrole. Suas principais obras são Causes of Delinquency e General Theory of Crime, esta escrita em conjunto com Michael Gottfredson. Sua teoria se insere dentro de uma perspectiva criminológica da etiologia individual e social, ora mais acentuada em uma, ora mais acentuada em outra. Para ele, a criminalidade surge do rompimento de laços sociais (teoria anômica), o que o insere dentro da criminologia etiológica social. Entretanto, no livro General Theory of Crime, Hirschi afirma que a criminalidade não pode ser revertida, como se fosse uma característica imutável adquirida pelos indivíduos. Ou seja, apesar de o crime ser estimulado por causas sociais, o que faz as pessoas cometerem crimes são as suas características individuais, o que também o insere dentro da perspectiva da criminologia etiológica individual.
Hirschi apresenta muitos avanços em sua teoria, tanto na alteração do questionamento inicial de "por que alguns cometem crimes?" para "por que todos não cometem crimes?"; até no estudo empírico que o leva a concluir que raça e classe sociais não são fatores que geram criminalidade por si só. Apesar deste avanço em sua teoria, Hirschi não analisa o porquê de haver mais negros e pobres encarcerados. Detecta que qualquer um tem chances iguais de cometer crimes no que concerne às diferenças de classe e raça, mas não se questiona sobre o motivo de determinada classe social e determinada raça contar com mais pessoas presas. Caso procedesse a essa análise, encontraria pontos falhos em sua teoria, como o fato de imputar a um indivíduo as causas do crime. Mesmo quando busca  compreender a influência que diversos fatores podem ter na prática do que é considerado crime, Hirschi olha para esses elementos enquanto fatores que influenciam o indivíduo e o transformam em um delinquente, sem nunca olhar para o crime e para a figura do delinquente como algo socialmente construído, cujo papel de fato  na sociedade acaba por ser ensejar a aplicação do direito penal, que se expressa predominantemente no encarceramento de um setor da população. 
A teoria de Hischi parte do crime já cometido e dos indivíduos que já foram autores de crimes e procura características comuns entre estes que a sociedade identifica como criminosos. Posto isso, busca analisar, a partir de estatísticas, eventuais relações entre a prática de crimes e essas características. Identificar características que compõe frequentemente o perfil do criminoso mas que não parecem guardar qualquer relação de causa e consequência com a prática de crimes em si, se abstém de investigar a razão para que a figura do criminoso, da pessoa mais frequentemente identificada como tendo cometido práticas criminosas, inclui  essas características. Escapam à sua teoria, assim, fatos que restam inexplicados pelos fatores que influenciariam os indivíduos de forma a levá-los a cometer práticas criminosos, como por exemplo a marcante predominância de setores pauperizados da população no cárcere, e dependendo do local a predominância de setores identificados com determinada raça ou etnia no cárcere. Desta forma, pode-se considerar que a ausência da consideração de explicações ligadas à formação e  composição da sociedade, dando lugar apenas a elementos que induziriam indivíduos isoladamente a cometer crimes, afetando cada um deles, sem a cogitação de explicações maiores e estruturais do que o que levaria cada indivíduo à ação tida como criminosa, é algo a ser problematizado nas teorias elaboradas por Hirschi.

## A Teoria do Controle Social em Causas de Delinquencia[3]
Em seu livro Causes of Delinquency, Travis Hirschi apresenta sua Teoria do Controle Social. A teoria criminológica apresentada pelo autor busca explicar as causas do crime, alocando-as na sociedade, o que insere sua teoria em uma linha de Criminologia Etiológica Social. A teoria do autor traz muito do pensamento do Durkheim, uma vez que considera que o indivíduo comete o delito quando há uma ruptura ou afrouxamento dos laços sociais. Do pensamento durkheimeano também traz para sua teoria os grupos que considera mais essenciais para se estar vinculado: família, nação e humanidade.

### Metodologia
Hirschi desenvolveu seu trabalho nesse livro a partir de um estudo empírico denominado Richmond Youth Project, no qual tinha como amostra 17,500 estudantes, divididos em 130 grupos de acordo com critérios de raça, sexo, escola e série escolar em que se encontrava. Os dados coletados foram: registros escolares dos estudantes, registros policiais e questionários aplicados a esses estudantes.

### Control Theory
A teoria do controle social apresentada por Hirschi postula que os crimes ocorrem em decorrência do rompimento ou afrouxamento de laços sociais.
Um dos grandes avanços do pensamento do autor foi a retirada do foco do caráter desviante do comportamento criminoso, uma vez que não parte da pergunta “por que o criminoso comete o crime?”, mas sim analisa a questão a partir de uma homogeneidade dos seres humanos e da sociedade, ao buscar responder a pergunta “por que nem todos cometem crimes?”
O conceito de delito e delinquência utilizado por Hirschi na sua análise é relacionado ao direito positivo, uma vez que considera como delitos aqueles atos cuja descoberta enseja punição ao seu autor, por meio de agentes da sociedade. É ausente na teoria de Travis qualquer questionamento acerca da noção de crime em si. Em nenhum momento há uma ponderação sobre o que leva uma prática a ser considerada socialmente como crime, ou a respeito do papel que cumpre para o funcionamento da sociedade a criminalização de determinado ato e sua justificação. Tampouco há em Hirschi uma abordagem crítica que busque compreender que papel cumpre a transformação de certas práticas em crime, dando ensejo à existência e aplicação do direito penal e ao encarceramento de determinada parcela da população, na sociedade que vivemos, marcada por divisões sociais em classes, gêneros, raças etc.
Os elementos de laços sociais com os quais o autor trabalha na sua teoria são apresentados por ele como característicos das sociedades convencionais. Attachment, commitment, involvement e belief são elementos estes cuja análise permite perceber que variações neles tornam o indivíduo mais ou menos propenso a cometer crimes.
Attachment é o vínculo com os outros indivíduos da sociedade. Quando um indivíduo pratica algum ato, há uma expectativa das outras pessoas em relação a esse comportamento, de que ele seja de acordo com os valores e normas da sociedade. A prática do delito é agir contra a expectativa de outros indivíduos. De modo que quanto menor o vínculo de um indivíduo com outros da sociedade, menor sua preocupação de estar de acordo com a expectativa destes, o que implica uma menor internalização das normas e torna a pessoa mais tendente à prática do delito.
Commitment se relaciona com o medo da consequência da prática de atos delituosos. O indivíduo enxerga as penalidades e os custos do ato. Quanto menor a consciência e análise dos indivíduos desses custos, maior sua tendência ao cometimento de crimes.
Involvement diz respeito ao envolvimento do indivíduo em atividades diárias e na busca de virtudes, comportamentos convencionais e sucesso na vida. Quando uma pessoa tem reduzido esse envolvimento com preocupação em manter valores da sociedade convencional, ele deixa de buscá-los, situação característica do ato criminoso, uma vez que a prática do delito implica a negação desses valores, comportamentos e aspirações. Dessa forma, quanto menor o envolvimento do indivíduo, maior a chance de ele vir a praticar um delito.
Belief é a crença nas normas e no sistema de valores vigentes. O enfraquecimento dessa crença implica uma maior probabilidade de o indivíduo vir a cometer crime.
Esses elementos são melhor analisados por Hirschi por meio de uma aplicação aos dados coletados. Essa análise é divida entre: attachment to parents (vínculo com os pais), attachment to school (vínculo com a escola), attachment to peers (vínculo com os colegas), commitment (comprometimento), involvement (envolvimento) e belief (crença).
Hirschi apresenta os elementos dos laços sociais que influem na prática de crime, mas também afirma que o rompimento desses laços não significa que o indivíduo necessariamente virá a cometer crime, mas que há uma maior chance de que venha a cometê-lo. Dessa forma, o autor mostra que ainda que busque a causa da prática do crime, as determinações que apresenta influenciam e criam tendência, mas não são totalmente determinantes.

#### Ligamentos com os Pais
Hirschi analisa, através dos dados coletados, a influência do vínculo com os pais na prática da criminalidade. Afirma que jovens com menor preocupação com a expectativa e a reação dos pais quanto ao seu comportamento têm um reduzido controle sobre si, o que traz uma maior tendência à criminalidade. Essa maior tendência à pratica de delitos também se expressa nas hipótese em que há uma redução na comunicação entre pais e filhos, principalmente quanto à ciência dos pais sobre o comportamento dos filhos. Hirschi considera que o vínculo emocional que liga pais e filhos funciona como uma ponte pela qual são repassadas expectativas e ideais dos pais para os filhos. Na medida em que este vínculo é fraco, a criança não terá contato suficiente com as regras morais da sociedade, ela não desenvolverá o superego, a consciência socialmente adequada, portanto estará mais apta a cometer crimes, uma vez que não internalizou as normas, a crença moral que leva as pessoas a se adequarem às leis estabelecidas.
Acredita-se que as crianças que têm um vínculo mais forte com os pais são menos propensas a cometer crimes pois passam a maior parte do tempo ao lado deles. Mas não é só isso, quando estão distantes fisicamente, permanecem ligadas psicologicamente aos pais, sempre acham que eles sabem onde e com quem estão. Dado isso, quando aparece a tentação de cometer um crime, sempre pensam nas consequências que ele pode trazer, por estarem ligadas psicologicamente aos seus pais e se preocuparem com o que eles pensam.
Hirschi refuta a variante da cultural deviance theory, que diz que quando os pais têm traços criminosos, principalmente aqueles que pertencem às classes mais baixas da sociedade, os filhos estão mais propensos a cometer crime quanto maior o vínculo com seus pais, pois seriam influenciados pela atitude deles. Para essa teoria, então, quando os pais têm traços criminosos, um vínculo mais fraco indicaria menores chances dos filhos cometerem crimes. Travis, por meio da sua pesquisa e de sua base de dados estatísticos, indica que tanto para filhos de pais de classe social baixa e com ‘valores criminosos’ quanto para filhos de famílias convencionais a influência do vínculo parental é a mesma: quando forte, reduz a chance de que o filho praticará crime.

#### Ligamento com a Escola
Hirschi busca pensar, então, a influência que poderia ter a relação entre o indivíduo e a escola na prática de delitos.  O autor traça uma hipótese que sugere, apoiada nos dados empíricos que traz, a existência de uma causal chain, uma cadeia de fatores que influenciam outros que, por sua vez, influenciam na prática da criminalidade. No caso, a conclusão a que chega o autor é de que a relação entre o vínculo da pessoa com a escola e a prática de delitos parte da própria aptidão, ou competência, da pessoa para a atividade acadêmica, ou escolar. A falta de aptidão para as atividades escolares teria influência sobre a relação da pessoa com a escola, posto que dada essa ausência, a pessoa tende a não gostar da escola e ter uma má relação com a escola. O não gostar da escola, por sua vez, mostrar-se-ia, estatisticamente, associado à rejeição da escola quanto autoridade (alguém com legitimidade para controlar, apresentar regras a serem seguidas), o que, por fim, mostrar-se-ia como um fator influente na prática de atos criminosos.

#### Ligamento com os colegas
Hirschi analisa a relação que poderia haver entre a prática de atos criminosos e os vínculos das pessoas com seus colegas. Algumas hipóteses envolvendo suposições sobre o vínculo das pessoas com os colegas, e ao mesmo tempo com os pais, são refutadas pelas estatísticas apresentadas. Centralmente, o autor pensa como poderiam se relacionar o vínculo da criança com seus colegas, seu vínculo com seus pais, a importância da opinião de cada um desses, a relevância e a importância  que a pessoa dá aos padrões e comportamentos sociais (stakes in conformity), o pertencimento da pessoa a grupos em que seus colegas seriam ou não delinquentes, e, enfim, a prática de atos criminosos em si.  O autor apresenta diagramas que representariam hipóteses ideais acerca da relação entre low stakes in conformity (dar pouca importância aos padrões e comportamentos sociais), possuir colegas delinquentes e a prática de atos criminosos, conforme a teoria do controle social e conforme teorias cuja análise associa mais essencialmente a prática de crimes a uma suposta cultura adolescente, ou a supostas subculturas ligadas à delinquência. Estas últimas supõe uma ligação direta de causa e consequência entre possuir colegas que cometem crimes e não se importar com os padrões e comportamentos sociais e uma ligação direta entre possuir colegas que cometem crimes e cometer crimes. Assim, são teorias que derivam a prática de atos criminosos, e outros fatores que levariam à prática de atos criminosos, sempre do possuir colegas que praticam atos criminosos, do ser parte de um grupo de pessoas que pratica atos criminosos (gang, por exemplo). A hipótese ideal proposta pela teoria do controle social, por sua vez, difere disso, pois apresenta o possuir colegas que cometem crimes e a própria prática de atos criminosos como derivadas do "dar pouca importância aos padrões e comportamentos sociais" (low stakes in conformity). Ao levar em conta os dados empíricos, Hirschi sugere revisar esse modelo para incluir a forte relação observada entre ter colegas que praticam crimes e a prática de crimes. Por fim, também com base nos dados apresentados, o autor refuta o modelo ideal proposto pela cultural deviance theory, que insere o possuir colegas que cometem crimes como um intermediário entre outros fatores, como a atitude das pessoas diante das instituições convencionais, e a prática de atos criminosos. Hirschi sustenta, com base nos dados, que há uma relação entre adquirir ou possuir colegas que cometem crimes e cometer crimes, mas sustenta que há também outros fatores que levam à prática de crimes, a exemplo da importância dada pela pessoa aos padrões e comportamentos sociais, ou às instituições convencionais.
Travis conclui, diante dos dados estatísticos, de que não se pode desprezar o efeito das amizades e relações interpessoais na prática de atos criminosos, mas ao mesmo tempo inclui essa entre outras variáveis que podem ter influência sobre a delinquência. A criança que dá pouca importância aos padrões e convenções sociais, em seu ambiente, é mais suscetível a influências pró atos delinquentes, enquanto a criança  que dá mais relevo às instituições convencionais e padrões de comportamento sociais tende a ser menos atingida por essas influências. Ao mesmo tempo, quanto maior a exposição da pessoa a influências pró-criminalidade, maior a diferença que pode haver, na tendência à prática de atos criminosos, entre crianças que dão pouco ou muito valor aos padrões sociais e instituições convencionais.

#### Commitment to Conventional Lines of Action
Essa variante diz respeito ao comprometimento da criança com as linhas convencionais de ação da sociedade. Hirschi afirma que adolescentes que se comportam como adultos (fumam, bebem, namoram), estão mais propensos a cometer crimes, pois estas atitudes indicam falta de comprometimento com o comportamento que seria o adequado para a idade deles, uma lacuna no comprometimento com o sistema educacional. Demonstram a vontade de pertencer a um círculo do qual ainda não fazem parte, comportando-se como adultos, mas não assumindo a responsabilidade que isso acarreta. Desta forma, estes jovens vão de encontro com as expectativas dos adultos e da sociedade como um todo, sentindo-se mais livres para cometerem crimes, pois os laços que os prendiam à ordem convencional foram quebrados. O autor também analisa quais são as expectativas/aspirações das crianças em relação ao futuro ou à vida escolar, concluindo que quanto maiores são as aspirações/expectativas, menor a chance de elas cometerem crimes. Isso significa que quanto maior o comprometimento com a educação (commitment to education), menor a chance do jovem cometer crimes.

#### Envolvimento com Atividades Convencionais
Hirschi afirma que algumas atividades convencionais são neutras no que concerne à delinquência: nem inibem-na, nem promovem-na. A análise do envolvimento em atividades convencionais está intimamente ligada ao comprometimento nessas atividades, este sim um índice adequado para verificar a probabilidade de um jovem cometer crime. O envolvimento com a escola, por exemplo, é medido de acordo com o tempo que a criança gasta fazendo a lição de casa: quanto mais tempo passam se dedicando a esta tarefa, menor a chance de que cometam crimes. Além de limitar o envolvimento em atividades que conduzem à delinquência, o autor afirma que o tempo gasto na lição de casa, quando elevado, indica que o jovem tem alto nível de comprometimento com as atividades convencionais, portanto maior dedicação escolar. Quanto mais a criança sente que não tem nada para fazer ou nada que ela queira fazer, maior as chances de ela cometer atos delinquentes. Outra conclusão que Travis tirou de sua pesquisa foi que meninos que ficam passeando de carro frequentemente (normalmente sem destino), estão mais propensos a cometer crimes do que aqueles que não praticam esta atividade.

#### Crença
Adeptos da teoria do controle, como Travis Hirschi, concordam que a delinquência não é causada por crenças que exijam ou estimulem a delinquência, mas ela se torna uma possibilidade diante da ausência de crenças efetivas em normas ou dogmas que a proíbam. Quanto mais forte a criança está ligada à ordem convencional, maiores as chances de ela acreditar e seguir as regras, portanto menor chance de ela utilizar técnicas de neutralização. Para explicar a influência das crenças na prática de atos delitivos, Travis Hirschi fala sobre estas técnicas de neutralização, que funcionam como neutralizadoras do controle social. Jovens acreditam em diferentes níveis que eles devem seguir as leis. Aqueles que acreditam que não necessariamente devem, apresentam maiores chances de cometerem crimes. No entanto, o fato de um jovem acreditar que deve seguir as leis, não indica que ele não cometerá crimes. Existem técnicas de neutralização utilizadas para fazer o ato delitivo parecer menos grave; funciona como uma espécie de justificativa interna, pessoal, para a prática do crime. São elas: negação da responsabilidade (denial of responsability), negação da lesão (denial of injury), negação de que houve vítima (denial of the victim), condenação daqueles que condenam, ou culpabilização daqueles que condenam (condemnation of the condemners). Para o autor, a prática do ato criminoso normalmente vem antes das tentativas de justificá-lo com as crenças. Entretanto, ainda assim, beliefs funcionam como causas da delinquência, principalmente quando o jovem comete crimes reiteradamente, durante um período de tempo: neutralizações que foram resultado do primeiro ato funcionam como causa para os próximos.

### Crime, Raça e Classe Social
Um outro avanço relevante da teoria de Travis é que a partir da análise dos dados por ele coletados ele desvincula a classe social e a raça com maior ou menor tendência à prática do crime, ao mesmo tempo que mostra, ainda que sutilmente, que esses fatores atuam de modo mais influente na prática policial e nos registros oficiais do que no próprio cometimento do crime. Seus dados, por exemplo, apontam que há uma diferença muito maior entre o número de brancos que dizem ter cometido ao menos um crime e o número de registros policiais que versam sobre crimes cometidos por jovens brancos. Assim, parece que há um ‘acobertamento’ realizado pela instituição policial dos crimes cometidos por pessoas desta cor. 
A análise empírica de Hirschi aponta que não há a relação tradicionalmente apontada e relevante entre status social e prática de crimes, de modo a negar explicações que imputem a causa do crime à classe social à qual pertence o indivíduo. Do mesmo modo, a referida análise nega qualquer relação entre a raça do indivíduo e sua tendência à prática de delitos. Para o autor, as determinações que influem na prática de atos criminosos é a mesma tanto para negros quanto para brancos. Apesar deste avanço em sua teoria, Hirschi não analisa o porquê de haver mais negros e pobres encarcerados. Detecta que qualquer um tem chances iguais de cometer crimes no que concerne às diferenças de classe e raça, mas não se questiona sobre o motivo de determinada classe social e determinada raça contar com mais pessoas presas. 

## A Teoria do Autocontrole em General Theory of Crime[4]
Na obra General Theory of Crime, escrita por Hirschi em conjunto com Michael Gottfredson, os autores defendem que os crimes são causados por falta de autocontrole do sujeito delinquente. Sujeitos que falham no autocontrole tendem a cometer mais crimes do que os que não falham. Aqueles, tendem a ter casamentos, amizades e trabalhos instáveis, poucas habilidades, são autocentrados e não se preocupam muito com o que os outros sentem ou pensam. Há, também, uma lacuna no controle social (tratado no livro Causes of Delinquency) exercido sobre eles. Desta forma, os autores olham para o crime como fruto de uma deficiência individual, e não como resultado de condições sociais, econômicas ou psicológicas.
Hirschi afirma que o que causa a perda de autocontrole ou o seu ‘não desenvolvimento’ é a ausência de cuidados pelos pais em relação às crianças. Os pais que se preocupam com o bem-estar e o comportamento de seus filhos os ajudam a desenvolver e aperfeiçoar o auto-controle.
Este autor refuta as explicações sociológicas e psicológicas como causas do crime, e por isso não acredita em nenhum meio de inibição ou reabilitação realizado em relação ao criminoso. A prevenção contra crimes deve ser realizada com base nos adultos, garantindo que eles cuidem e eduquem adequadamente seus filhos, dentro dessa lógica de aumentar seu autocontrole, ou seja, a prevenção deve ser feita enquanto as pessoas são jovens, buscando maior socialização e educação dos pais. Aqui, fica claro que Hirschi acredita que uma vez praticado o ato contrário à lei, a pessoa será sempre criminosa, como se fosse uma característica inerente e inseparável dela.
A teoria de Hirschi e Gottfredson não dá importância aos crimes de colarinho branco e crimes corporativos, além de afirmar que os crimes de fato relevantes e que causam maior dano à harmonia social são os street crimes, ou seja, aqueles que acontecem no dia-a-dia, em qualquer lugar.  "Street crime is the real threat to the social contract.”. Fica claro aqui que Hirschi analisa tipos bem específicos de crime, como porte de drogas, tráfico e crimes patrimoniais; delitos cotidianos e responsáveis pelo maior número de indivíduos encarcerados.
Apesar da elaboração empírica, a teoria é falha em muitos aspectos. Muitos a consideram tautológica, pois não define autocontrole separadamente da tendência a cometer crimes. Apenas afirma que as pessoas com mais tendência a cometer crime são aquelas que falham no autocontrole e que aquelas que falham no autocontrole são aquelas que cometem crimes, formulando uma teoria circular e auto referenciada.

## A Idade e o Crime em Age and the Explanation of Crime[5]
No artigo intitulado Age and the Explanation of Crime, publicado em 1983, escrito por Hirschi e por Michael Gottfredson, os autores discorrem sobre a suposta existência de uma relação entre idade e explicações para o crime, buscando comprovar, com base nos dados empíricos trazidos, algumas teses.
A primeira delas é de que a distribuição etária da prática de crimes, como se verifica por dados de diferentes lugares e países apresentados, não varia conforme as diversas condições culturais ou sociais. Parece também que há algumas constantes em diferentes períodos no tempo: mesmo quando o ponto mais alto das curvas nos gráficos que retratam a frequência da prática de crimes por faixas etárias corresponde a uma maior idade, as curvas parecem permanecer as mesmas. Segundo o artigo, é consistente com a estatística disponível afirmar que o efeito da idade sobre a criminalidade praticamente não varia conforme condições sociais e que pequenas mudanças que se possam observar sejam reflexos tão somente de emancipação ocorrendo em menor idade ou de desenvolvimento físico anterior dos jovens - ou seja, a distribuição do crime por faixas etárias é essencialmente extraordinariamente estável. 
A segunda tese discutida é, então, a de que as teorias do crime que não fazem referências explícitas à idade enquanto um fator associado ao crime não devem ser criticadas por isso: não há embasamento lógico ou empírico para que se exija das teorias que considerem ou expliquem o efeito, seja ele aparente ou real, da idade na prática de crimes. Os autores afirmam, então, que a distribuição etária do crime não se explica por nenhuma variável, nem por nenhuma combinação de variáveis, dentro daquelas então conhecidas e estudadas pela criminologia contemporânea. Também, que explicações para o crime que tenham seu foco no suposto efeito da idade teriam que supor um efeito direto que a idade teria no crime. Isso porque, se o efeito da idade no crime não interage com outros efeitos, explicações acerca do efeito da idade não poderiam explicar os efeitos de outras variáveis. Sustenta-se, ainda, a ideia de que o aparato conceitual desenvolvido em torno do suposto efeito da idade no crime é em muito redundante e capaz de conduzir a conclusões ou raciocínios equívocos. 
Por fim, o artigo propõe pensar que a identificação de causas do crime em qualquer idade pode se mostrar suficiente para explicá-lo em outras idades também. Aí, o que se busca dizer não é que não possa ser encontrada uma explicação para os efeitos da idade na prática de crimes, mas tão somente que não se encontra uma tal explicação na pesquisa e na teoria criminológicas do seu tempo. Pode-se considerar, enfim, a partir disso  tudo, que estudos de extratos definidos com base em critérios como faixa etária podem ser dispensáveis para o estudo das causas do crime. O artigo conduz à conclusão de que, ainda que apresente alguma correlação com o crime, a idade não é útil para a previsão do envolvimento de uma pessoa com o crime ao longo de sua vida. O exemplo concreto dado é o de como não muda em nada a projeção da probabilidade de que uma pessoa cometa crimes no futuro que ela tenha praticado um crime aos dez ou aos quinze anos. Tal percepção, concluem os autores, tem implicações profundas para as pesquisas de seu tempo, diante de todas as construções de aparato teórico elaborado em torno desse suposto efeito da idade na explicação dos crimes.

## Principais Trabalhos
– Gottfredson, M and Hirschi, T. (1990) A general Theory of Crime. Stanford, California: Stanford University Press.
– Hirschi, T. (1969) Causes of Deliquency. Berkeley, California: University of California Press.
– (1983) 'Foreword', in Laub, J. (ed.) Criminology in the Making. Boston, Massachussets: Northheastern University Press.

Hirschi, T. and Gottfredson (1983) 'Age and Explanation of Crime', American Journal of Sociology, 89: 552-84.
– (eds) (1994) The Generality of Deviance. New Brunswick, New Jersey: Transaction Publishers.

Hirschi, T. and Selvin, HC (1967) Delinquency Research: An Appraisal of Analytic Methods. New York: The Free Press.

## Anexos